# Pseudomonas aeruginosa
Pseudomonas aeruginosa is een aerobe gramnegatieve staafvormige bacterie die berucht is bij de wondinfectie van brandwonden. Ook is deze beschreven als een mycoparasiet (parasiet op schimmels). Deze bacterie is berucht als ziekenhuisbacterie en komt hier vooral in vochtige omstandigheden voor. Besmetting met deze bacterie is moeilijk te bestrijden omdat ze opportunistisch is en resistent voor de meeste soorten antibiotica. Ook kan ze lange tijd in ongunstige omstandigheden in leven blijven, onder andere door vorming van een biofilm.
Pseudomonas aeruginosa is berucht bij patiënten met cystische fibrose omdat zij chronische infecties met bepaalde stammen van deze bacteriesoort in de longen kunnen oplopen.. Daarbij is ook aangetoond dat zij de bacterie-infectie aan elkaar kunnen overdragen. Dit heeft tot een streng segregatiebeleid in de behandelcentra geleid. De bacterie is in sommige gevallen met agressieve antibioticakuren nog wel te bestrijden, soms ook niet meer. Langdurige infectie van de longen heeft progressieve longschade tot gevolg. Uiteindelijk is vaak de enige oplossing een longtransplantatie.
Ecthyma gangraenosum is een pathognomonisch symptoom van een infectie met Pseudomonas aeruginosa.

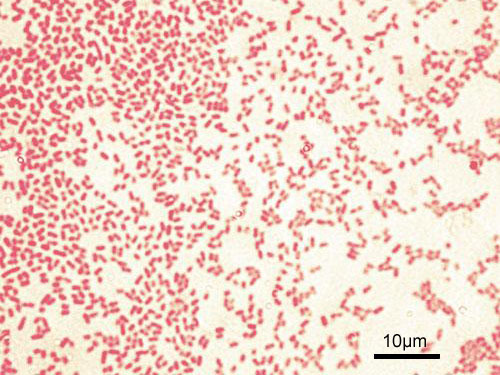
Pseudomonas aeruginosa onder een microscoop

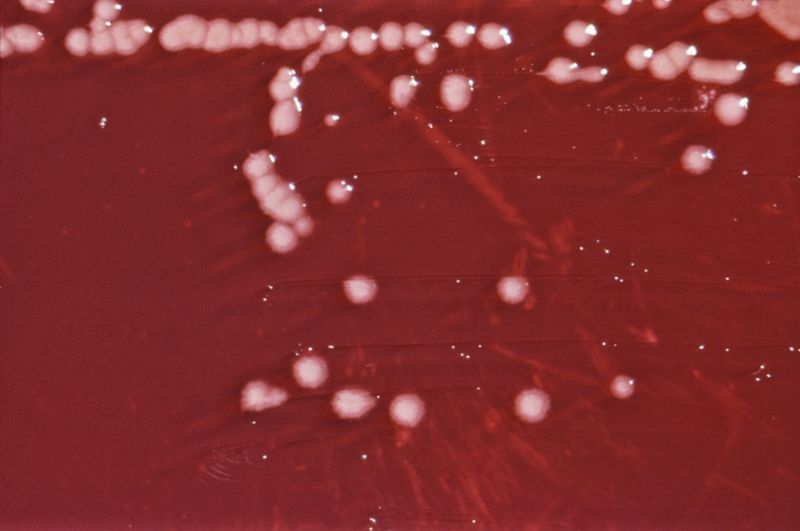
Pseudomonas aeruginosa op een XLD-voedingsbodem